# Клепацкий, Юрий Серафимович
Ю́рий Серафи́мович Клепа́цкий (12 ноября 1928, Москва — 22 декабря 1976, там же) — советский режиссёр-мультипликатор.  Известен как режиссёр шестой серии мультфильма «Волшебник Изумрудного города» и один из создателей самой первой экранизации по мотивам повести Эдуарда Успенского «Дядя Фёдор, пёс и кот».

## Биография[1]
Юрий Клепацкий родился 12 ноября 1928 в Москве.
В 1950 окончил театральную студию при Центральном Детском театре (ныне Российский академический молодёжный театр) и сразу же стал актёром ЦДТ.
В 1961, Юрий Серафимович решил сменить профессию и записался на курсы художников-мультипликаторов при киностудии «Союзмультфильм», через некоторое время, он там работал на объединении кукольных фильмов.
С 1970 по 1976, всего шесть лет,  проработал на студии «Мульттелефильм» Творческого Объединения «Экран». На студии, Юрий Клепацкий совместно с Лидией Суриковой поставил самую первую экранизацию по мотивам повести Эдуарда Успенского «Дядя Фёдор, пёс и кот», которая оказалась провальной. Экранизация была очень близка к оригинальному первоисточнику и была безинтересной. Эта же работа стала  последней работой Юрия Клепацкого.
Клепацкий умер 22 декабря 1976 на 49-м году жизни.

## Фильмография

### Режиссёр-постановщик
- 1971 — Мой брат страусёнок
- 1972 — Приключения Незнайки и его друзей (5 серия)
- 1972 — Яблоко
- 1973 — Сказка о громком барабане
- 1974 — Волшебник Изумрудного города: Фильм шестой
- 1975 — Дядя Фёдор, пёс и кот. Матроскин и Шарик
- 1975 — Одуванчик
- 1976 — Дядя Фёдор, пёс и кот. Митя и Мурка
- 1976 — Дядя Фёдор, пёс и кот. Мама и папа

### Художник-мультипликатор
- 1962 — Банальная история
- 1962 — Баня
- 1962 — Обида
- 1963 — Мистер Твистер
- 1964 — Алёшины сказки
- 1964 — Страна Оркестрия
- 1965 — Ни богу, ни чёрту
- 1965 — Песня летит по свету
- 1965 — Странички календаря
- 1966 — Мой зелёный крокодил
- 1966 — Я жду птенца
- 1967 — Легенда о Григе
- 1967 — Франтишек
- 1967 — Честное крокодильское
- 1968 — Клубок
- 1968 — Комедиант
- 1968 — Не в шляпе счастье
- 1969 — Великие холода
- 1969 — Золотой мальчик
- 1969 — Рисунок на песке
- 1970 — Отважный Робин Гуд
- 1970 — Сказка о живом времени
- 1970 — Юноша Фридрих Энгельс
- 1972 — Приключения Незнайки и его друзей (5 серия)
- 1973 — Волшебник Изумрудного города

### Сценарист
- 1971 — Мой брат страусёнок